# Parafia Wniebowzięcia Najświętszej Maryi Panny w Pelplinie
Parafia Wniebowzięcia Najświętszej Maryi Panny w Pelplinie – parafia rzymskokatolicka (katedralna) w Pelplinie.
Do parafii należą wierni z miejscowości: Bielawki Wybudowanie, Dębina, Janiszewko, Janiszewo, Ornasowo, Pomyje Wybudowanie, Ropuchy, Rożental, Rudnopole, Wola. Tereny te znajdują się w gminie Pelplin.